# Actinidia melanandra
Actinidia melanandra är en tvåhjärtbladig växtart som beskrevs av Adrien René Franchet. Actinidia melanandra ingår i släktet aktinidiasläktet, och familjen Actinidiaceae. Utöver nominatformen finns också underarten 